# アキ&トムのベストテンほっかいどう21
アキ&トムのベストテンほっかいどう21（アキアンドトムのベストテンほっかいどうトゥエンティーワン）は、2001年4月に放送を開始し、2004年9月に放送が終了した、HBCラジオの昼のラジオ番組。

## 番組概要
前身は1971年開始の『ベストテンほっかいどう』で、番組開始当初は日曜日の正午からの3時間生放送だった。2003年4月に13:00からの放送開始になり、1時間の放送時間短縮となった。さらに、2004年4月からは北海道日本ハムファイターズのデーゲームの中継をHBCで放送するようになり、番組が休みになることが多くなった。
番組は音楽情報のみならず、ネタはがきコーナーもあり、深夜放送のようなテイストであった。
また、HBCラジオの函館放送局から送信されている電波が青森県内のほぼ全域に届くことから青森のリスナーもこの番組を聴いていることがあった。そのことが証明されたのが2003年8月に放送された、自分の地元の市町村を自慢しようというスペシャル企画である。本来は北海道の市町村+α（青森県）の地元自慢だったが、予想以上に青森県内から続々と地元自慢が来たらしい。
2004年10月からは「ベストテンほっかいどうONE&WITH」に番組は引き継がれた。なお、中野智樹は本番組から2020年9月の終了に至るまで「ベストテンほっかいどう」シリーズのパーソナリティを担当し続けた。

## 出演者
- 小橋アキ（アキ）
- 中野智樹（トム）

## 関連番組
- 小橋アキのハイ・プレジャーランド
- ベストテンほっかいどうONE&WITH
- 期間限定バラエティー アキトム! (仮)